# Голос Талышстана
«Голос Талышстана» (тал. Tolyši Sədo) — талышеязычная радиостанция, которая вела вещание с 2013 года из города Шуша. По утверждению ряда армянских СМИ является первой талышеязычной радиостанцией. Согласно азербайджанским СМИ в Азербайджане к этому времени на различных радиостанциях уже велась трансляция радиопередач на талышском языке.
Оператором являлась радиостанция «Импульс» («Информационное радио 106.5». В течение эфира обсуждались культурные, политические, исторические и национальные вопросы, непосредственно касающиеся талышского народа.
Множество талышских общественных деятелей и представителей интеллигенции, в том числе Альакрам Гумматов, Фахреддин Абосзода, Рустам Искандаров, Джахириддин и др., выступали с заявлениями в прессе, призывая слушать радиостанцию. Открытие радиостанции привело к созданию движения под названием «Голос Талышстана» — наш голос" (тал. «Толыши садо» - чама садойе»).
Председатель Национального совета по телевидению и радиовещанию Азербайджана Нуширеван Магеррамли назвал открытие в Шуше радиостанции на талышском «информационной провокацией Армении».

## История
Радиостанция открылась 20 марта 2013 года в Шуше в рамках совместной инициативы кафедры Ирановедения Ереванского государственного университета и центра «Модуc Вивенди». Первое вещания радиостанция начала со слов тал. Amra Şuşi («говорит Шуши»).
Станция выходила в эфир по будням, пять раз в день, а по выходным повторялась программа прошедших дней. Главный выпуск передавался в 19։00-20։00 на талышском и азербайджанском языках.

## Цели
Как отмечают создатели, целью открытия радиостанции являлось развитие культуры и национального самосознания талышского народа.